# アクリモニー: 辛辣な復讐
『アクリモニー: 辛辣な復讐』（原題:Tyler Perry's Acrimony）は2018年に公開されたアメリカ合衆国のスリラー映画である。監督はタイラー・ペリー、主演はタラジ・P・ヘンソンが務めた。本作は日本国内で劇場公開されなかったが、Netflixによる配信が行われている。

## ストーリー
大学在学中、メリンダは機械工学を専攻するロバートと出会った。しばらくして、メリンダの母親が亡くなるという出来事があったが、その際、ロバートは悲しむメリンダを慰めた。それをきっかけに、二人の中は急速に接近していった。その後、ロバートがダイアナと浮気していることを知ったダイアナは怒り狂い、ロバートが自宅代わりに使っていたRV車に自動車で突っ込んでいった。当然、車を運転していたメリンダは重傷を負い、子宮を摘出することになった。ほどなくして、メリンダとロバートは和解した。2人は結婚することになったが、メリンダの姉たち（ジューンとブレンダ）は結婚に反対しており、「ロバートに母親の遺産があると明かしてはいけない」と言ってきた。
数年後、一家の家計はメリンダが支えていた。ロバートは靴を盗んだために2年間服役しており、出所後も正確に難があるために職に就くことができなかったのである。ロバートはメリンダの母親の遺産の存在を知り、それに関心を持っていたが、ジューンとブレンダがそんなロバートを厳しく監視していた。そんなある日、ロバートはメリンダに自宅を抵当に入れて借金をしたいと申し出た。ロバートは出所以来新型バッテリーの開発に励んでおり、そのための開発費用が必要なのだという。ロバートは完成したバッテリーをプレスコットという起業家に売却する算段でいた。驚くべきことに、ロバートにプレスコットを仲介したのはダイアナであった。ダイアナはプレスコットの助手として働いていたのである。プレスコットは80万ドルでバッテリーの権利を購入したいと申し出たが、権利を売るつもりのないロバートはそれを断った。その頃、ジューンとブレンダはロバートのトラックの中にダイアナの財布があるのを発見し、ロバートがまた浮気しているとメリンダに報告した。それを聞いたメリンダは憤慨しロバートとの離婚を決意した。行き場のなくなったロバートはやむなくホームレス用のシェルターに向かったが、そこでダイアナと出会った。ダイアナが「私の家に来なさい」と強く勧めてきたので、ロバートはそれに従った。
しばらくして、プレスコットはロバートに権利が所属することを認めた上で、さらに利用料として数百万ドルを支払うというオファーを出してきたため、ロバートはそのオファーを受けることにした。その後、ロバートはメリンダの職場を訪れ復縁を懇願したが、メリンダはそれを拒否した。ロバートは今までのお詫びと称してメリンダに1000万ドルをプレゼントし、さらには彼女の自宅も買い戻した。
ロバートの振る舞いに感動したメリンダはそれまで散々彼のことを疑ってきた姉2人を叱責した後、ロバートが住むペントハウスへ向かった。メリンダはロバートと復縁しようとしたが、そこにダイアナが割って入ってきて「ロバートは私の婚約者だ」と騒いだ。怒りと悲しみで正気を失ったメリンダは「どんな手段を使ってでもロバートとダイアナを破滅させてやる」と誓うのだった。

## キャスト
※括弧内は日本語吹替。
- タラジ・P・ヘンソン - メリンダ・ゲイル（広江美奈）
  - エイジオナ・アレクサス - 青年期のメリンダ
- リリク・ベント - ロバート・ゲイル（猪俣三四郎）
  - アントニオ・マディソン - 青年期のロバート
- クリストル・スチュワート - ダイアナ・ウェルズ（秋月三佳）
- ダグラス・ディッカーマン - プレスコット（中野健治）
- トーシャ・ストーリー -ブレンダ（加古みなみ）
  - ブレシャ・ウェッブ - 青年期のブレンダ
- ジャズミン・サイモン - ジューン（岩田麻衣子）
  - ラクェル・ビアンカ・ジョン - 青年期のジューン
- ダニエル・ニコレット - サラ（工藤史子）

## 製作
本作の主要撮影は2016年10月にピッツバーグで始まった。

## マーケティング・興行収入
2017年10月19日、本作のオフィシャル・トレイラーが公開された。
本作は『レディ・プレイヤー1』及び『God's Not Dead: A Light in Darkness』と同じ週に封切られ、公開初週末に1550万ドル前後を稼ぎ出すと予想されていたが、その予想は的中した。2018年3月30日、本作は全米2006館で公開され、公開初週末に1717万ドルを稼ぎ出し、週末興行収入ランキング初登場2位となった。

## 評価
本作は批評家から酷評されている。映画批評集積サイトのRotten Tomatoesには34件のレビューがあり、批評家支持率は18%、平均点は10点満点で2.95点となっている。サイト側による批評家の見解の要約は「タイラー・ペリー監督作品の熱心なファンにとって、『アクリモニー: 辛辣な復讐』は面白い作品かもしれない。しかし、そうではない人たちは同作を鑑賞するくらいなら、その時間を『危険な情事』を鑑賞するのにあてた方が良い」となっている。また、Metacriticには14件のレビューがあり、加重平均値は32/100となっている。なお、本作のCinemaScoreはA-となっている。